# Hasambi
Hasambi is een bestuurslaag in het regentschap Padang Lawas Utara van de provincie Noord-Sumatra, Indonesië. Hasambi telt 269 inwoners (volkstelling 2010).